# Nikolai von Michalewsky
Nikolai von Michalewsky (* 17. Januar 1931 in Dahlewitz / Mark Brandenburg; † 27. Dezember 2000 in Grasberg), auch bekannt unter dem Pseudonym Mark Brandis, war ein deutscher Schriftsteller.

## Biographie
Aus einer russischen Adelsfamilie stammend, verlebte Michalewsky eine unstete Jugend und war unter anderem als Hafenarbeiter, Industriepolizist und Angestellter einer Kaffeeplantage in Belgisch-Kongo tätig. Er wurde Lokalreporter und im Algerienkrieg Kriegsberichterstatter für eine französische Nachrichtenagentur. Seit den späten 1950er Jahren lebte er als freier Schriftsteller in Grasberg bei Bremen und arbeitete auch als Dokumentarfilm-Regisseur (hin und wieder auch beim Fernsehen). Zeit seines Lebens war er viel mit eigenen Segelbooten unterwegs und oft wochenlang auf See. Zeitweise lebte er in Bissee bei Brügge (Holstein) und auf Sardinien.

## Werk
Auch als Dokumentarfilmer machte er sich einen Namen. Seine besondere Zuneigung galt neben dem Jugendbuch insbesondere dem Hörspiel: Er gehörte zu den meistbeschäftigten Kriminalhörspielautoren Deutschlands.
Den größten öffentlichen Bekanntheitsgrad erreichte er in den 1970er und 1980er Jahren mit der Mark-Brandis-Reihe (Name abgeleitet von der Mark Brandenburg). 1969 war der Herder-Verlag an ihn mit der Bitte herangetreten, eine Science-Fiction-Reihe zu schreiben. Dies war ein Feld, mit dem er zuvor wenig Berührungspunkte hatte. Dieses ist ein Grund für die wissenschaftlichen Ungenauigkeiten der Reihe.
Der Serientitel »Weltraumpartisanen« und die Gestaltung der Serie entstanden unter der Federführung des Verlags und des Lektors Anton Baumeister. Der renommierte Schweizer Grafiker Robert André entwarf die Umschläge und sorgte für die optische Wiedererkennbarkeit der Bücher. Die Reihe spielt etwa 100 Jahre in der Zukunft und beschreibt Mark Brandis’ Abenteuer zunächst als Testpilot, später als Commander verschiedener Raumschiffe.
Von Michalewskys Vorgehensweise, Probleme der Gegenwart im Kontext der Zukunft zu behandeln, trug ihm eine treue Leserschaft ein. Die Serie hob sich von anderen Science-Fiction-Serien dieser Zeit hauptsächlich dadurch ab, dass nicht die Technik, sondern der Mensch im Vordergrund stand. Mark Brandis wurde neben Perry Rhodan zur erfolgreichsten deutschsprachigen SF-Jugendbuchreihe. Nichtsdestoweniger blieb die Identität des Autors aufgrund des Pseudonyms jahrzehntelang ein Geheimnis.
31 Bände entstanden zwischen 1970 und 1987 und wurden auch ins Niederländische, Ungarische, Chinesische, Dänische und Portugiesische übersetzt. Im Juli 2000 begann Nikolai von Michalewsky eine neue Mark-Brandis-Reihe namens Kosmonen-Saga. Schon ihr zweiter Band blieb jedoch aufgrund des Todes des Autors unvollendet.
Er veröffentlichte außerdem unter den Pseudonymen Bo Anders, Victor Karelin und Nick Norden.
Ab Oktober 2008 bis Oktober 2024 erschien die Reihe Weltraumpartisanen als neu gesetzte Paperback-Edition im Wurdack-Verlag. Seit Nov. 2024 ist die Serie nur noch als e-books im Atlantis-Verlag erhältlich.

## Bibliographie

### Als Nikolai von Michalewsky
- Der Dynamitfahrer von Algier, E. Schmidt, Bielefeld 1958, DNB 453369340
- Allahs verlorene Söhne, E. Schmidt, Bielefeld 1959, DNB 453369499
- Ruhm der Sterblichen, Paul Zsolnay Verlag, Hamburg/Wien 1960, DNB 453369472
- Mann am Volant, E. Schmidt, Bielefeld 1960, DNB 453369456
- … und alle gingen vorüber, E. Schmidt, Bielefeld 1961, DNB 453369529
- Der Mann aus einem anderen Land, E. Schmidt, Bielefeld 1962, DNB 453369448
- Fackeln in der Nacht, E. Schmidt, Bielefeld 1963, DNB 453369359
- Hölle auf See, Bertelsmann Lesering, Gütersloh 1963, DNB 453369391
- Die Verdammten der Wüste, Heyne, München 1964, DNB 453369421
- Duell auf sizilianisch, Sigbert Mohn, Gütersloh 1964, DNB 453369332
- Hetzjagd im Atlantik, Sigbert Mohn, Gütersloh 1965, DNB 453369383
- Harte Grenze, Sigbert Mohn, Gütersloh 1966, DNB 457595663
- Das Geheimnis der Santa Lucia, E. Schmidt, Bielefeld 1966, DNB 457595655
- Das letzte Schiff, E. Schmidt, Bielefeld 1966, DNB 457595701
- Banditenehre, Hoch Verlag, Düsseldorf 1967, DNB 457595620
- Adieu Sonne, Sigbert Mohn, Gütersloh 1967, DNB 457595612
- Feuersalamander, E. Schmidt, Bielefeld 1968, DNB 457595647
- Korallenjäger, Verlag Herder, Freiburg 1971, DNB 457595698
- Wintersturm … in Böen dreizehn, Herder, Freiburg 1975, ISBN 3-451-17186-4
- Notsignale, Herder, Freiburg 1980, ISBN 3-451-18830-9
- Sieger in weiss : ein Virus wird gejagt, Herder, Freiburg 1987, ISBN 3-451-20564-5
- In gefährlichen Tiefen : grüner Auftritt für „Fortuna“ Herder, Freiburg 1988, ISBN 3-451-21219-6
- Im Kielwasser des Todes – Grüner Auftrag für „Fortuna“. Herder, Freiburg 1989, ISBN 3-451-21530-6

### Als Mark Brandis
Weltraumpartisanen
1. Bordbuch Delta VII: Alarm im Weltraum (1970) ISBN 3-938065-39-7
2. Verrat auf der Venus: Flucht in den Weltraum (1971) ISBN 3-938065-41-9
3. Unternehmen Delphin: Machtkampf um das Weltall (1971) ISBN 3-938065-45-1
4. Aufstand der Roboter: Duell im Weltraum (1972) ISBN 3-938065-48-6
5. Vorstoß zum Uranus: SOS im Weltraum (1972) ISBN 3-938065-50-8
6. Die Vollstrecker: Terror im Weltraum (1973) ISBN 3-938065-52-4
7. Testakte Kolibri: Experimente im Weltraum (1973) ISBN 3-451-16574-0
8. Raumsonde Epsilon: Meuterei im Weltraum (1974) ISBN 3-451-16762-X
9. Salomon 76: Verschwörung im Weltraum (1974) ISBN 3-938065-46-X
10. Aktenzeichen: Illegal: Menschenjagd im Weltraum (1975) ISBN 3-938065-49-4
11. Operation Sonnenfracht: Wettlauf im Weltraum (1975) ISBN 3-938065-51-6
12. Alarm für die Erde: Notstand im Weltraum (1976) ISBN 3-938065-53-2
13. Countdown für die Erde: Gefahr aus dem Weltraum (1976) ISBN 3-938065-57-5
14. Kurier zum Mars: Hetzjagd im Weltraum (1977) ISBN 3-938065-58-3
15. Die lautlose Bombe: Schwarzer Tod im Weltraum (1977) ISBN 3-938065-59-1
16. Pilgrim 2000: Hölle im Weltraum (1978) ISBN 3-938065-60-5
17. Der Spiegelplanet: Erkundung im Weltraum (1978) ISBN 3-938065-65-6
18. Sirius-Patrouille: Kalter Krieg im Weltraum (1979) ISBN 3-938065-66-4
19. Astropolis: Kolonie im Weltraum (1980) ISBN 3-938065-67-2
20. Triton-Passage: Schiffbruch im Weltraum (1981) ISBN 3-938065-68-0
21. Blindflug zur Schlange: Verschollen im Weltraum (1981) ISBN 3-938065-78-8
22. Raumposition Oberon: Schwarze Wochen im Weltraum (1982) ISBN 3-938065-79-6
23. Vargo-Faktor: Loch im Weltraum (1982) ISBN 3-938065-81-8
24. Astronautensonne: Falsches Spiel im Weltraum (1983) ISBN 3-938065-82-6
25. Planetaktion Z: Treibjagd im Weltraum (1983) ISBN 3-938065-87-7
26. Ikarus, Ikarus…: Falscher Kurs im Weltraum (1984) ISBN 3-938065-88-5
27. PANDORA-Zwischenfall: Versuchung im Weltraum (1984) ISBN 3-451-20272-7
28. Metropolis-Konvoi: Geleitzug im Weltraum (1985) ISBN 3-451-20418-5
29. Zeitspule: Geheimarchiv im Weltraum (1985) ISBN 3-451-20557-2
30. Die Eismensch-Verschwörung: Horror im Weltraum (1986) ISBN 3-451-20645-5
31. Geheimsache Wetterhahn: Revolution im Weltraum (1987) ISBN 3-451-20942-X

Kosmonen-Saga
1. Ambivalente Zone (2000)
2. Negativer Sektor (unvollendet, unveröffentlicht)

Sonderausgaben und Sammelbände
- Raumschiff Delta VII – enthält die ersten vier Bände (HC, 1973)
- Das Mark Brandis – Testbuch (1982, eine Zusammenstellung von Leseproben der Bände 1, 2, 3, 4, 5, 6, 7, 8, 9, 15, 16, 20, 21 und 22; TB)
- Aufbruch zu den Sternen (1983, Kurzgeschichtensammlung)
- Alarm im Weltraum – Bordbuch Delta VII / Verrat auf der Venus (1970/71, enthält die Bände 1 und 2)
- Duell im Weltraum – Aufstand der Roboter / Unternehmen Delphin (1971/72, enthält die Bände 4 und 3)
- SOS im Weltraum – Vorstoß zum Uranus / Salomon 76 (1972/74, enthält die Bände 5 und 9)
- Experimente im Weltraum – Testakte Kolibri / Die Vollstrecker (1973, enthält die Bände 7 und 6)
- Meuterei im Weltraum – Raumsonde Epsilon / Aktenzeichen Illegal (1974/75, enthält die Bände 8 und 10)
- Weltraumpartisanen (1986, enthält die Bände 1, 14, 16 und 21)
- Weltraumpartisanen – Bordbuch Delta VII / Verrat auf der Venus (1998, enthält die Bände 1 und 2)
- Weltraumpartisanen – Unternehmen Delphin / Aufstand der Roboter (1998, enthält die Bände 3 und 4)
- Weltraumpartisanen – Vorstoß zum Uranus / Die Vollstrecker (1998, enthält die Bände 5 und 6)

Neue Paperback Sammler-Edition der Weltraumpartisanen seit Oktober 2008
- Bordbuch Delta VII ISBN 978-3-938065-39-6 Mit einem Vorwort von Reinhild von Michalewsky (Witwe des Autors).
- Verrat auf der Venus ISBN 978-3-938065-41-9
- Unternehmen Delphin ISBN 978-3-938065-45-7
- Aufstand der Roboter ISBN 978-3-938065-48-8
- Vorstoß zum Uranus ISBN 978-3-938065-50-1
- Die Vollstrecker ISBN 978-3-938065-52-5 Mit dem Nachwort Mark Brandis und sein Zwilling Nikolai von Michalewsky von Dr. Alexander Seibold.
- Testakte Kolibri ISBN 978-3-938065-40-2 Mit einer Zeichnung des Prototyps „Kolibri“.
- Raumsonde Epsilon ISBN 978-3-938065-42-6 Mit einem Interview des Autors durch Carsten Kuhr (Redakteur von http://www.phantastik-news.de/).
- Salomon 76 ISBN 978-3-938065-46-4 Mit einem Nachwort von Ernst Wurdack (Verleger), einer Biographie und vollständigen Liste aller Veröffentlichungen des Autors.
- Aktenzeichen: Illegal ISBN 978-3-938065-49-5
- Operation Sonnenfracht ISBN 978-3-938065-51-8 Mit dem Nachwort Vom Buch zum Hörspiel von Balthasar von Weymarn (Autor der Hörspiele).
- Alarm für die Erde ISBN 978-3-938065-53-2
- Countdown für die Erde ISBN 978-3-938065-57-0
- Kurier zum Mars ISBN 978-3-938065-58-7 Mit einem Nachwort von Ulrich Blode.
- Die lautlose Bombe ISBN 978-3-938065-59-4
- Pilgrim 2000 ISBN 978-3-938065-60-0 Mit dem Nachwort Mehr als nur Nostalgie? von Christel Scheja.
- Der Spiegelplanet ISBN 978-3-938065-65-5 Mit dem Nachwort Der Traum vom zehnten Planeten von Petra Hartmann.
- Sirius-Patrouille ISBN 978-3-938065-66-2 Mit dem Interview Zwischen Reinhild und Ruth von Regina Schleheck mit Reinhild von Michalewsky (Witwe des Autors).
- Astropolis ISBN 978-3-938065-67-9
- Triton-Passage ISBN 978-3-938065-68-6
- Blindflug zur Schlange ISBN 978-3-938065-78-5
- Raumposition Oberon ISBN 978-3-938065-79-2
- Vargo-Faktor ISBN 978-3-938065-81-5
- Astronautensonne ISBN 978-3-938065-82-2
- Planetaktion Z ISBN 978-3-938065-87-7
- Ikarus, Ikarus … ISBN 978-3-938065-88-4
- Pandora-Zwischenfall ISBN 978-3-938065-90-7
- Metropolis-Konvoi ISBN 978-3-938065-91-4
- Zeitspule ISBN 978-3-938065-95-2
- Die Eismensch-Verschwörung ISBN 978-3-938065-96-9

### Als Nick Norden
- Kennwort P: Feuerprobe in Kalkutta, Herder, Freiburg 1979, ISBN 3-451-18493-1
- Kennwort P: Letzte Chance vor Beirut, Herder, Freiburg 1979, ISBN 3-451-18494-X
- Kennwort P: Geh und rette Assuan, Herder, Freiburg 1980, ISBN 3-451-18893-7
- Kennwort P: Keine Strasse nach Wanjanga, Herder, Freiburg 1980, ISBN 3-451-18981-X

### Als Bo Anders
- Omega 2 im Bannkreis der Venus Herder, Freiburg 1982, ISBN 3-7855-1905-2
- Omega 2 und der Planet der Verschollenen, Herder, Freiburg 1983, ISBN 3-7855-1940-0

## Hörspiele für die ARD
- In zweiter Instanz (gemeinsam mit Edna Sherry) (RB 1963)
- Reportagen aus dem Jahr 2015 (als Mitautor, RB 1965)
- Ed McBain: Schwarze Hochzeit (Hörspielbearbeitung: Nikolai von Michalewsky) (RB 1965)
- Flucht nach vorn (RB 1966)
- Galgenfrist (RB 1967)
- Der Komplize (RB 1971)
- Popps Erdspurenanalyse (aus der Reihe „Detektive ohne Waffe“) (RB 1971)
- Die Wasserprobe (RB 1971)
- Der Überläufer (RB 1972)
- Auf eigene Faust (HR 1972)
- Clarke und die Zypressen (RB 1972)
- Taxiruf (RB 1973)
- Zur Sache wurde gehört (RB 1973)
- Der Fall John Vollmann (RB 1974)
- Der Fall (RB 1975)
- Inselfrieden (RB 1975)
- Duell auf Sizilianisch (RB 1977)
- Blizzard (RB 1980)
- Pepin und der Sprengstoff (RB 1982)
- Lauf auf die Sonne zu (RB 1982)
- Ortsbestimmung (RB 1983)
- Bei Bildausfall – Mord (WDR 1985)
- Ich oder Du (WDR 1989)
- Kennwort Orakel (RB 1989)
- Abschiedswalzer (WDR 1991)
- Gastspiel in Venedig (WDR 1993)
- Angeltouren (RB 1993)
- Waschküche (WDR 1998)
- Zwei Stimmen im Sturm (WDR 2000)
- Sardischer Wind (BR 2002)